# 한월당로
한월당로(Hanwoldang-ro)는 충청남도 태안군 태안읍 어송교 에서 서산시 성연면 일람삼거리를 잇는 도로이다.

## 주요경유지
충청남도
- 태안군 태안읍 - 서산시 (팔봉면 . 성연면)

## 노선
| 이름          | 접속 노선              | 소재지        | 소재지        | 비고          |
| 진벌로와 직결 | 진벌로와 직결          | 진벌로와 직결 | 진벌로와 직결 | 진벌로와 직결 |
| ------------- | ---------------------- | ------------- | ------------- | ------------- |
| 어송교        |                        | 태안군        | 태안읍        |               |
| 어송교        |                        | 서산시        | 팔봉면        |               |
| 오목내사거리  | 팔봉1로                | 서산시        | 팔봉면        |               |
| 삼고개        |                        | 서산시        | 팔봉면        |               |
|               | 성연면                 | 서산시        |               |               |
| 일람삼거리    | 국도 제29호선 (충의로) | 서산시        |               |               |

## 주요 건물및 시설
- HD현대오일뱅크 서산농협 팔봉주유소 (한월당로 344/양길리 672)